# Uranoscopus japonicus
Uranoscopus japonicus és una espècie de peix pertanyent a la família dels uranoscòpids.

## Descripció
- Pot arribar a fer 18 cm de llargària màxima.
- 4-6 espines i 13-15 radis tous a l'aleta dorsal i 13-15 radis tous a l'anal.
- Nombre de vèrtebres: 26.
- Té una espina amb una glàndula verinosa.[5][6][7]

## Hàbitat
És un peix marí i batidemersal que viu entre 250 i 300 m de fondària.

## Distribució geogràfica
Es troba al Pacífic occidental: des del sud del Japó (llevat de les illes Ryukyu) fins al mar de la Xina Meridional.

## Observacions
És verinós per als humans.